# Stornästjärnen
Stornästjärnen är en sjö i Skellefteå kommun i Västerbotten och ingår i Kågeälvens huvudavrinningsområde. Sjön har en area på 0,132 kvadratkilometer och ligger 313 meter över havet.

## Delavrinningsområde
Stornästjärnen ingår i det delavrinningsområde (722539-171122) som SMHI kallar för Mynnar i Kusån. Medelhöjden är 301 meter över havet och ytan är 39,4 kvadratkilometer. Det finns inga avrinningsområden uppströms utan avrinningsområdet är högsta punkten. Pjäsörbäcken som avvattnar avrinningsområdet har biflödesordning 3, vilket innebär att vattnet flödar genom totalt 3 vattendrag innan det når havet efter 69 kilometer. Avrinningsområdet består mestadels av skog (70 procent) och sankmarker (22 procent). Avrinningsområdet har 0,46 kvadratkilometer vattenytor vilket ger det en sjöprocent på 1,2 procent.